# 小行星48737
小行星48737（48737 Cusinato）是一颗绕太阳运转的小行星，为主小行星带小行星。该小行星于1997年3月8日发现。
該小行星以義大利古董商及業餘天文學家皮耶喬基歐·庫西納托（Piergiorgio Cusinato）命名。

## 轨道参数
小行星48737的轨道半长轴为2.3442241 UA，离心率为0.190。